# Flat Island (Northland)
Flat Island, Maori Motueka Island, ist eine Insel in der Region Northland vor der Nordinsel von Neuseeland.

## Geographie
Die rund 38 Hektar große und bis zu 30 m hohe Insel befindet sich im Nordosten von Northland, rund 9 km ostnordöstlich vom Whangaroa Harbour entfernt. Sie bildet den östlichen Abschluss der rund 4 km breiten East Bay. Zwischen dem Pakuru Point, der die östlichste Landspitze des Festlands in Bezug auf die Bucht darstellt und Flat Island befindet sich auf fast halber Strecke der rund 750 m noch die kleine Insel Motuekaiti Island. Sie liegt nur 280 m vom südlichsten Punkt von Flat Island entfernt. In ihrer Nord-Süd-Ausrichtung besitzt Flat Island eine Länge von etwas über einem Kilometer und misst an ihrer breitesten Stelle 620 m in Ost-West-Richtung.

## Geschichte
Die Insel war ursprünglich von Māori bewohnt, die auf der Insel ein Pā errichtet hatten. Heute ist die Insel unbewohnt.